# Liste der Baudenkmäler in Oberrieden (Schwaben)
Auf dieser Seite sind die Baudenkmäler in der schwäbischen Gemeinde Oberrieden zusammengestellt. Diese Tabelle ist eine Teilliste der Liste der Baudenkmäler in Bayern. Grundlage ist die Bayerische Denkmalliste, die auf Basis des Bayerischen Denkmalschutzgesetzes vom 1. Oktober 1973 erstmals erstellt wurde und seither durch das Bayerische Landesamt für Denkmalpflege geführt wird. Die folgenden Angaben ersetzen nicht die rechtsverbindliche Auskunft der Denkmalschutzbehörde.

## Baudenkmäler nach Ortsteilen

### Oberrieden
| Lage                     | Objekt                             | Beschreibung | Akten-Nr.    | Bild           |
| ------------------------ | ---------------------------------- | --- | ------------ | -------------- |
| Kirchstraße 2 (Standort) | Katholische Pfarrkirche St. Martin | flachgedeckter Saalbau mit eingezogenem Chor unter Stichkappentonne, südlicher Turm mit Spitzhelm, im Kern spätgotisch, Turm von Thomas Natter 1681, Erweiterung und Fassade von Leonhard Riederer 1853/54; mit Ausstattung | D-7-78-183-1 | weitere Bilder |

### Hohenreuten
| Lage                      | Objekt                  | Beschreibung                                                                                   | Akten-Nr.    | Bild           |
| ------------------------- | ----------------------- | ---------------------------------------------------------------------------------------------- | ------------ | -------------- |
| Hohenreuten 13 (Standort) | Kapelle Pauli Bekehrung | pilastergegliederter Saalbau mit dreiseitigem Schluss und Dachreiter, um 1700; mit Ausstattung | D-7-78-183-4 | weitere Bilder |

### Mittelrieden
| Lage                     | Objekt                             | Beschreibung | Akten-Nr.    | Bild           |
| ------------------------ | ---------------------------------- | --- | ------------ | -------------- |
| Kapellenweg 8 (Standort) | Katholische Filialkirche St. Georg | pilastergegliederter Saalbau mit eingezogenem Chor unter Stichkappentonne und Dachreiter mit Zwiebelhaube, um 1700; mit Ausstattung | D-7-78-183-7 | weitere Bilder |

### Ohnsang
| Lage                                   | Objekt    | Beschreibung                                     | Akten-Nr.    | Bild                                                                                                 |
| -------------------------------------- | --------- | ------------------------------------------------ | ------------ | --- |
| In Ohnsang (bei Haus Nr. 5) (Standort) | Bildstock | Rechtecknische auf Pfeiler, wohl 18. Jahrhundert | D-7-78-183-8 | [[Vorlage:Bilderwunsch/code!/C:48.084673,10.449661!/D:In Ohnsang (bei Haus Nr. 5), Bildstock!/\|BW]] |

### Unterrieden
| Lage                      | Objekt                                        | Beschreibung | Akten-Nr.     | Bild           |
| ------------------------- | --------------------------------------------- | --- | ------------- | -------------- |
| Pfarrheimweg 2 (Standort) | Katholische Pfarrkirche Heilige Sieben Brüder | neuromanischer, flachgedeckter Saalbau mit eingezogenem Chor unter Stichkappentonne, nördlicher Turm mit Spitzhelm, Turm und Chor im Kern spätgotisch, Neubau von Peter Klein, 1882–84; mit Ausstattung | D-7-78-183-9  | weitere Bilder |
| Pfarrheimweg 3 (Standort) | Pfarrhaus                                     | zweigeschossiger Walmdachbau mit stichbogigen Fenstern, um 1860 | D-7-78-183-10 | Pfarrhaus      |

## Ehemalige Baudenkmäler
In diesem Abschnitt sind Objekte aufgeführt, die früher einmal in der Denkmalliste eingetragen waren, jetzt aber nicht mehr. Objekte, die in anderem Zusammenhang also z. B. als Teil eines Baudenkmals weiter eingetragen sind, sollen hier nicht aufgeführt werden. Aktennummern in diesem Abschnitt sind ehemalige, jetzt nicht mehr gültige Aktennummern.

| Lage                                  | Objekt    | Beschreibung                           | Akten-Nr.    | Bild |
| ------------------------------------- | --------- | -------------------------------------- | ------------ | ---- |
| Oberrieden Hauptstraße 50 (Standort)  | Holzfigur | hl. Florian, 1. Hälfte 18. Jahrhundert | D-7-78-183-2 | BW   |
| Hohenreuten Hohenreuten 10 (Standort) | Holzfigur | hl. Florian, 18. Jahrhundert           | D-7-78-183-5 | BW   |